# Nauru nos Jogos Olímpicos de Verão de 1996
Nauru participou dos Jogos Olímpicos de Verão de 1996 em Atlanta, Estados Unidos. 
O país foi representado por três levantadores de peso, incluindo Marcus Stephen que  foi presidente da República de Nauru, entre 2007 e 2011.